# Bourrous
Bourrous (en àrab بوروس, Būrrūs; en amazic ⴱⵓⵔⵔⵓⵙ) és una comuna rural de la província de Rehamna, a la regió de Marràqueix-Safi, al Marroc. Segons el cens de 2014 tenia una població total de 5.986 persones.